# Nikolaos Gyzis
Nikolaos Gyzis ( în greacă: Νικόλαος Γύζης, n. 1 martie 1842, Sklavochori, Tinos - d. 4 ianuarie 1901) a fost considerat unul dintre cei mai importanți pictori din secolul al XIX-lea. De origine greacă, el a devenit celebru pentru lucrarea Eros și pictorul, care a fost primul tablou de gen. Nikolaos Gyzis a fost cel mai important reprezentant al așa-numitei școli din Grecia, „Școala de la München”.

## Biografie

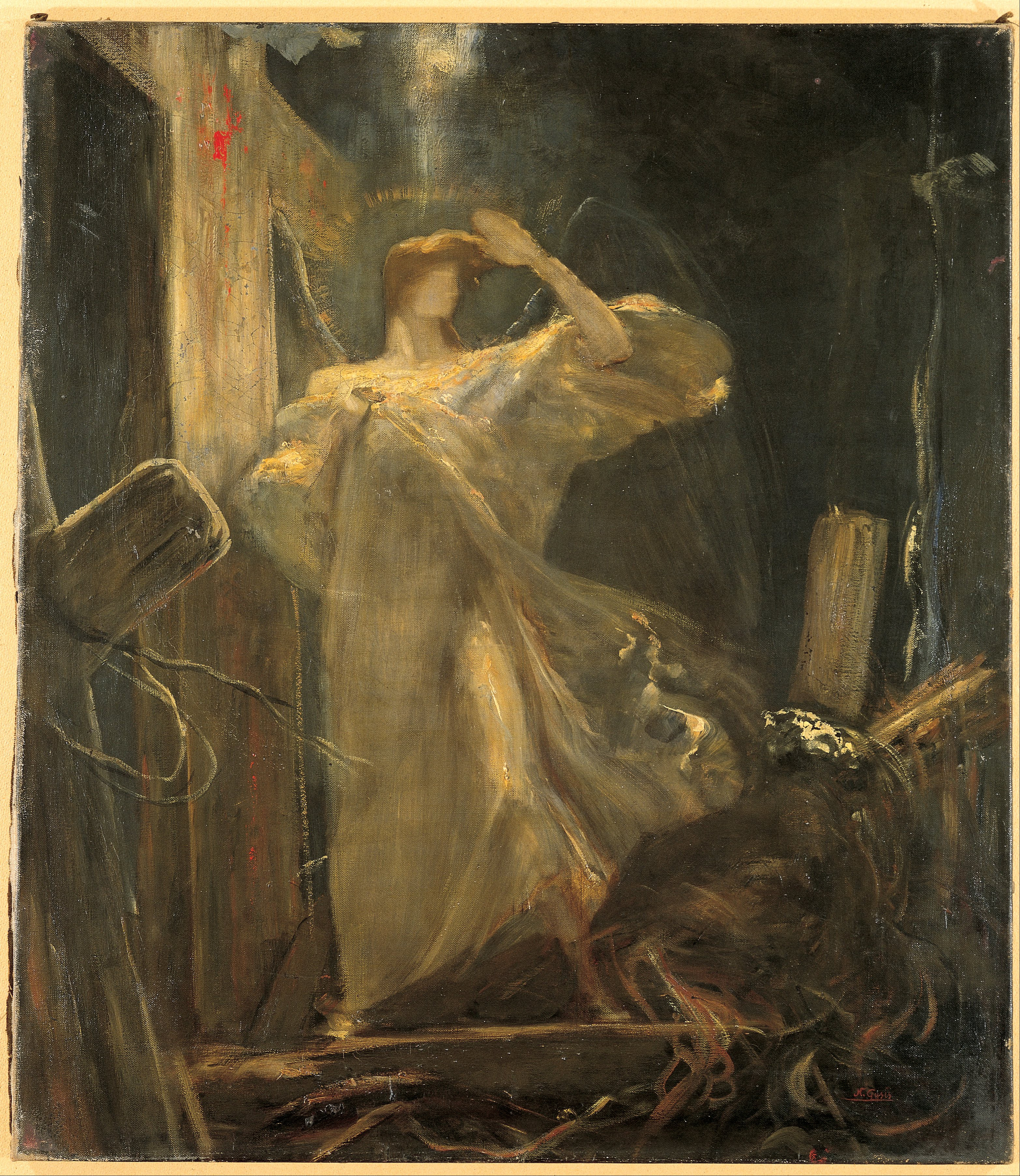
Gyzis Nikolaos - Arhangel

Nikolaos Gyzis s-a născut pe insula grecească Tinos, în localitatea Sklavochori. În anul 1850 s-a mutat cu familia la Atena, unde a urmat mai târziu cursurile Academiei de Arte Frumoase din capitala Greciei. Cursurile pe care le-a urmat, i-au desăvârșit educația artistică și plastică, ele au fost fundamentul cunoaștințelor sale naturale în pictură. În anul 1865 reușește să câștige o bursă de studii și a plecat să urmeze cursurile Academiei de Arte Frumoase din München, acolo unde va rămâne tot restul vieții. Nikolaos Gysis s-a integrat rapid în atmosfera artistică germană și a devenit în scurt timp unul dintre pictorii cei mai reprezentativi a mișcării artistice grecești, intitulată Școala de la München („Σχολή του Μονάχου”). Opere importante
Din anul 1886, Nikolaus Gysis a îndeplinit funcția de profesor al Academiei de Arte Frumoase din München și și-a schimbat modul de abordare în pictură, trecând de la reprezentările realiste spre compoziții de factură impresionistă. Printre elevii săi s-au numărat Anna May-Rychter, Ștefan Popescu și Octav Băncilă.
La începutul anilor 1870 a revenit în Grecia pentru o perioadă de câțiva ani și pictat mai multe compoziții cu tematică greacă cum au fost Carnavalul de la Atena, Ceremonia Arravoniasmata și pictura După distrugerea Psarei. La bătrânețe abordează pictura religioasă, cea mai cunoscută lucrare a sa fiind Triumful religiei. Picturile lui Nikolaus Gyzis sunt expuse astăzi în muzee și colecíi particulare din Germania și Grecia.
În perioada anilor 1996 - 2001, pictura Școala secretă a fost reprodusă pe reversul bacnotei grecești de 200 de drahme.

## Gallery

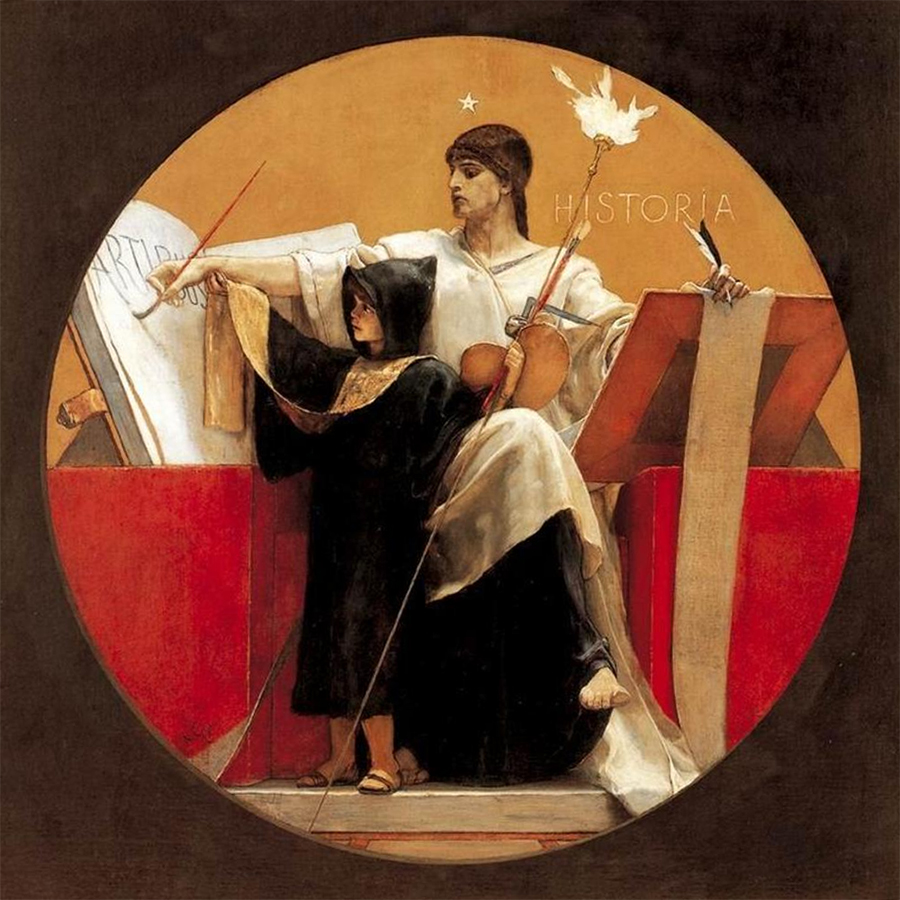
Ηistoria (1892)
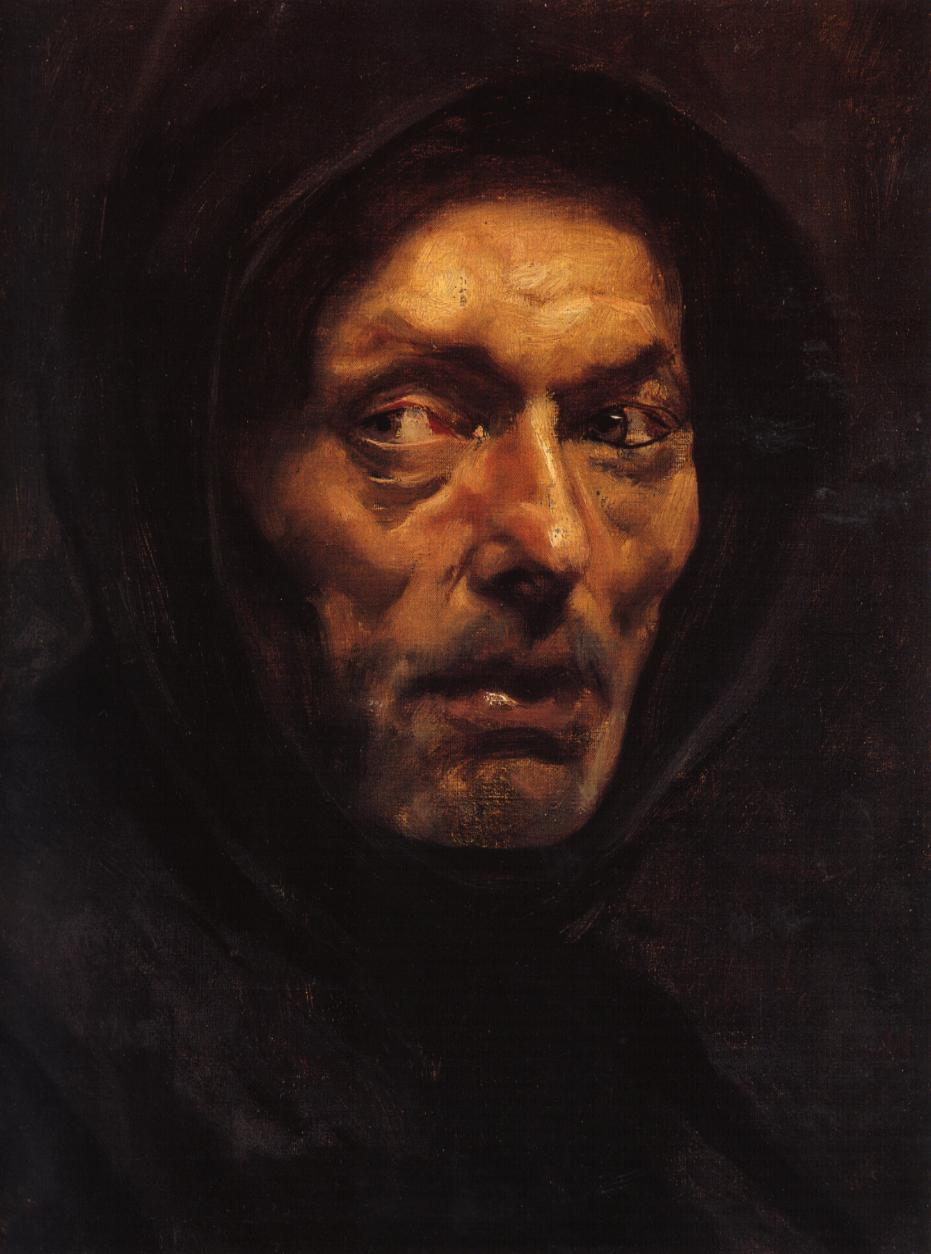
Călugăr capucin
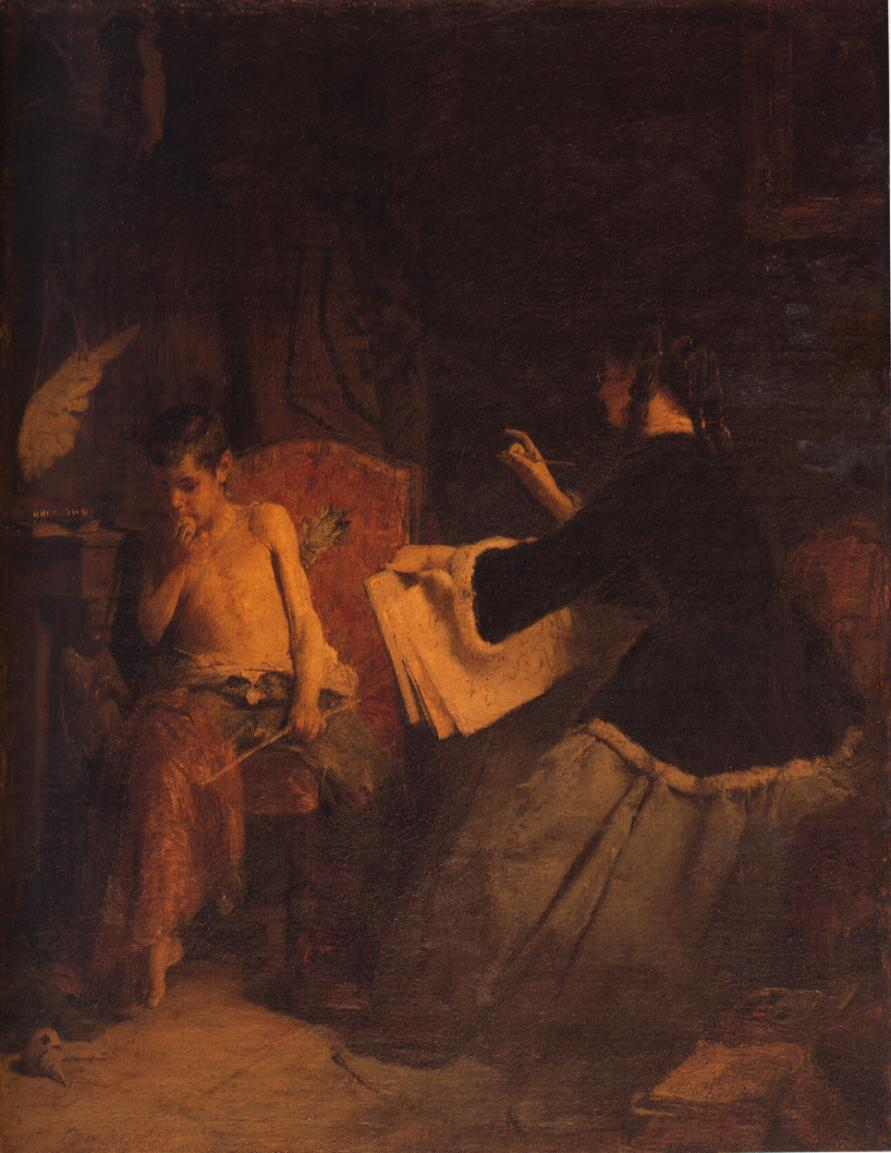
Eros și pictorul
Contemplație
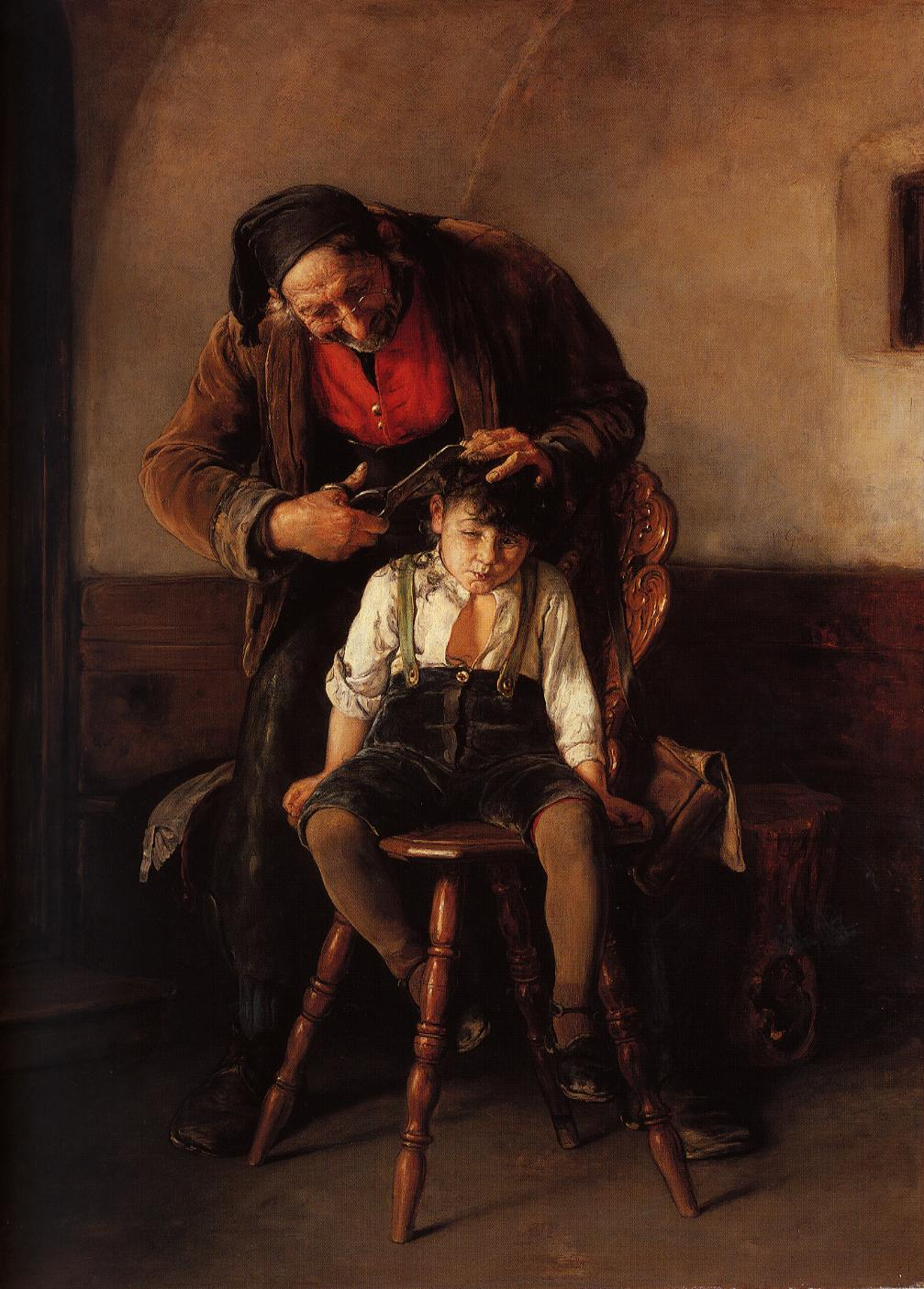
Frizerul (1880)
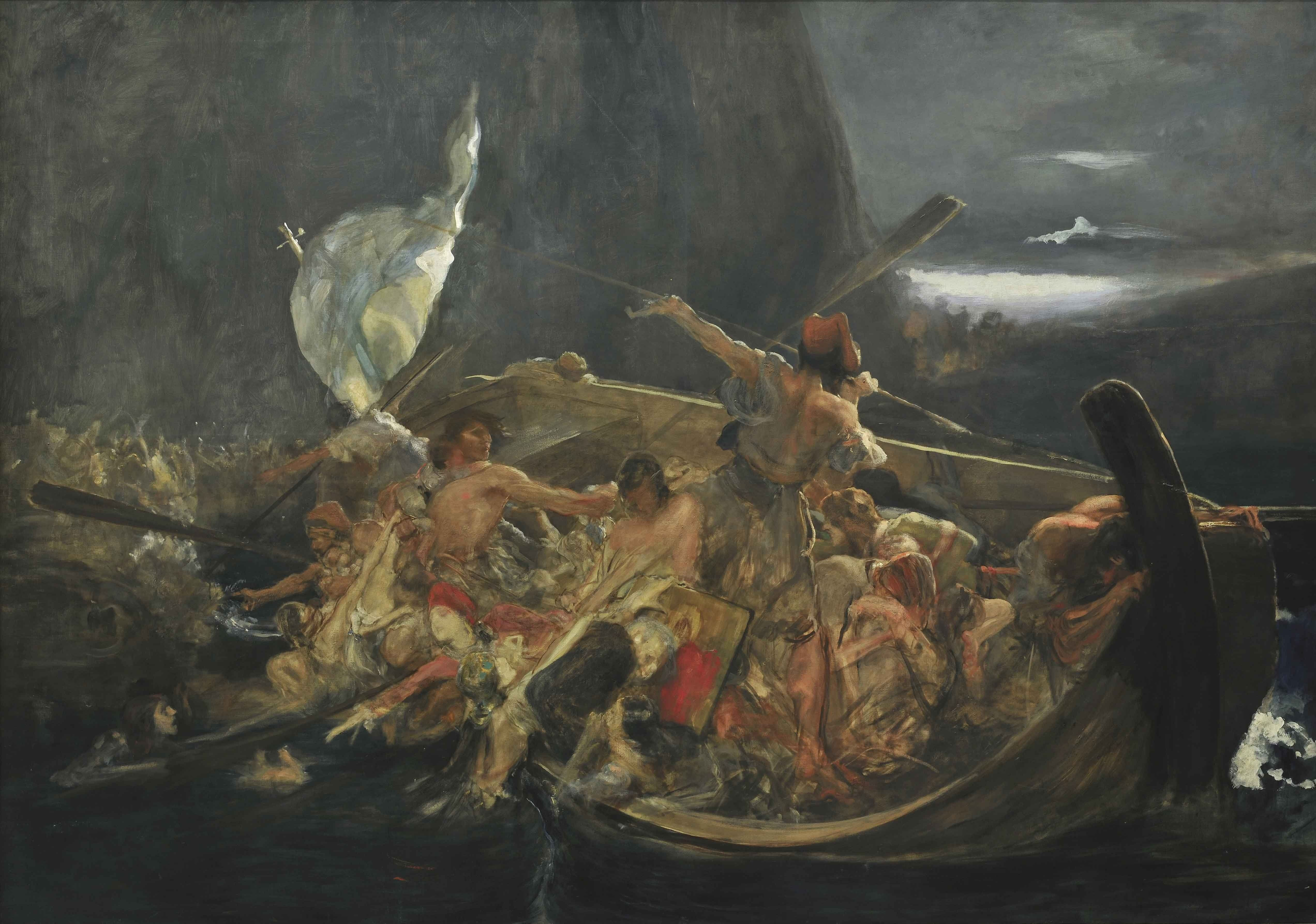
După distrugerea Psarei
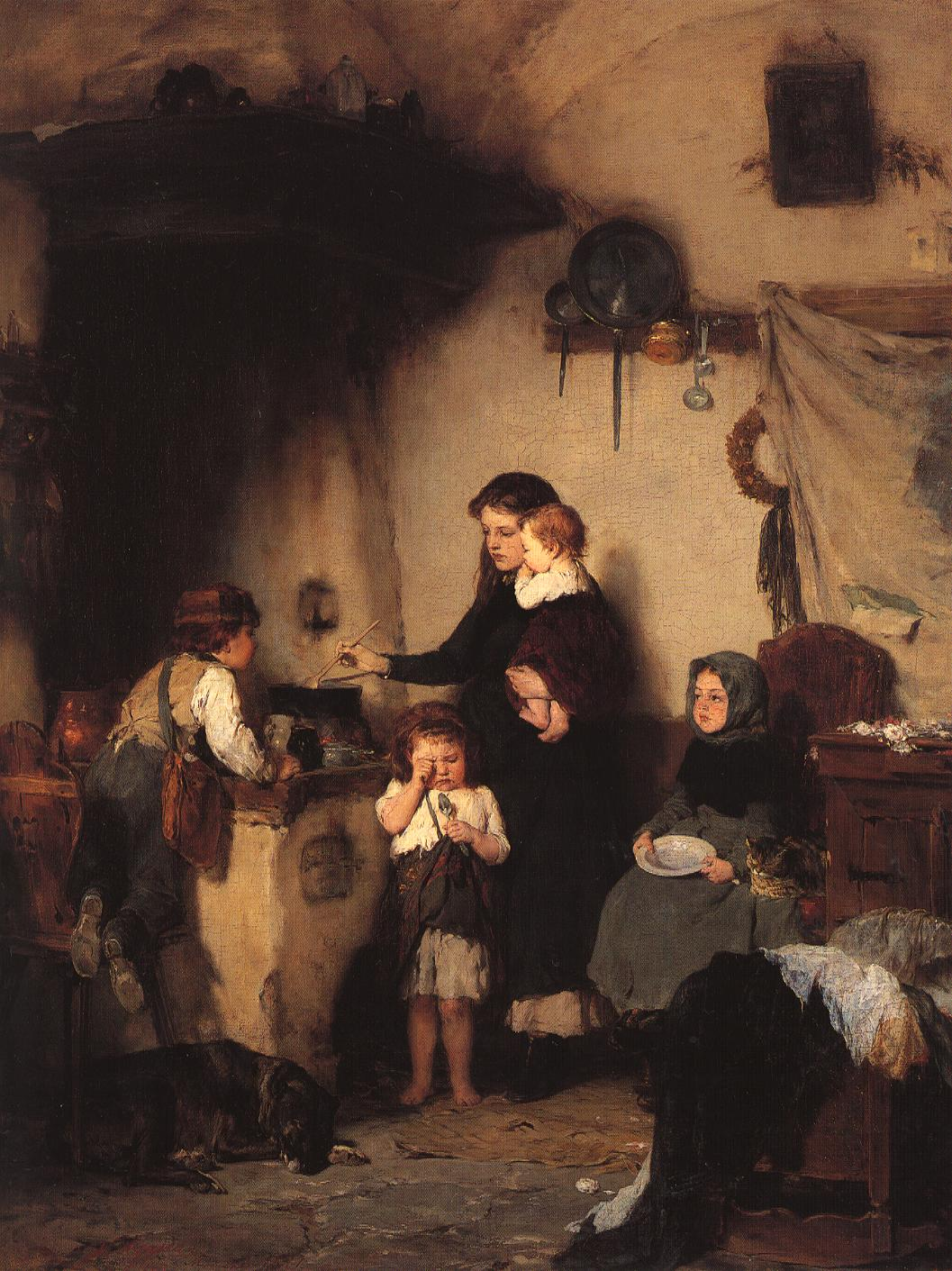
Orfanii
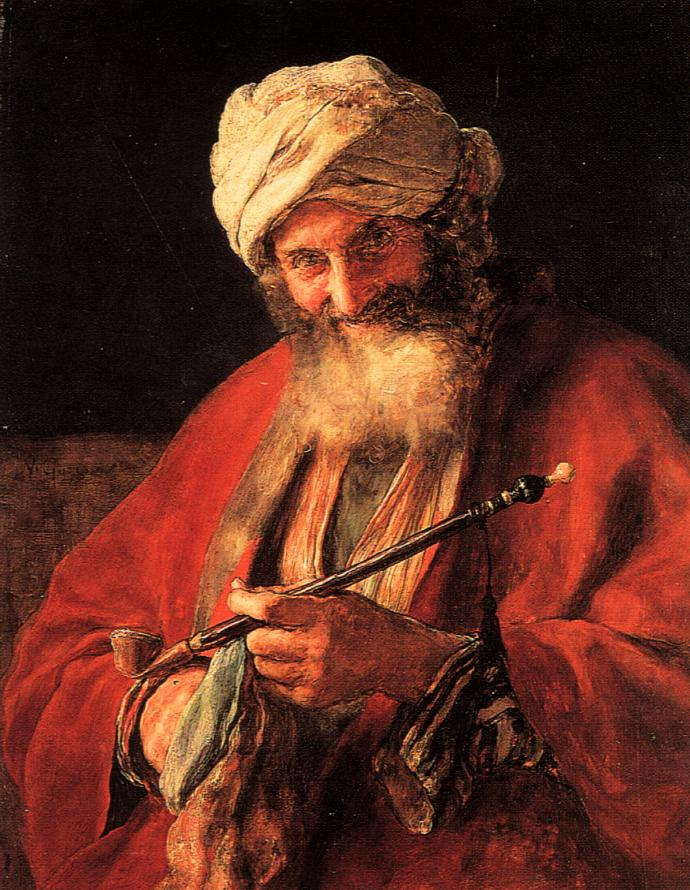
Musulman cu pipă
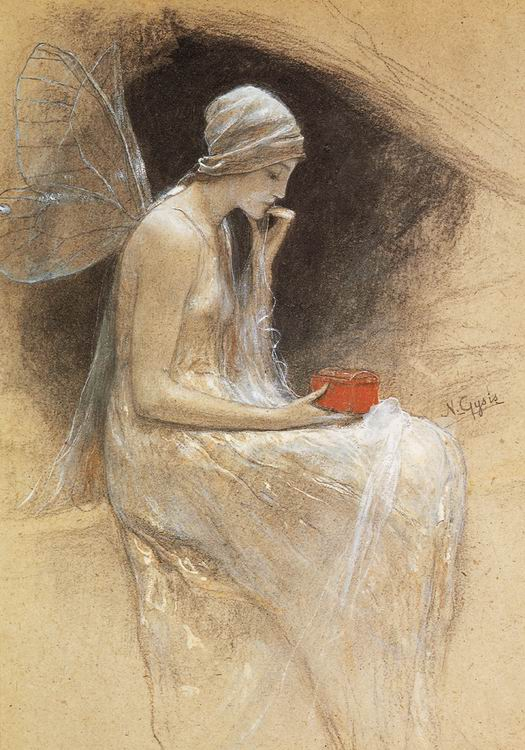
Artist's psyche
Războinic oriental
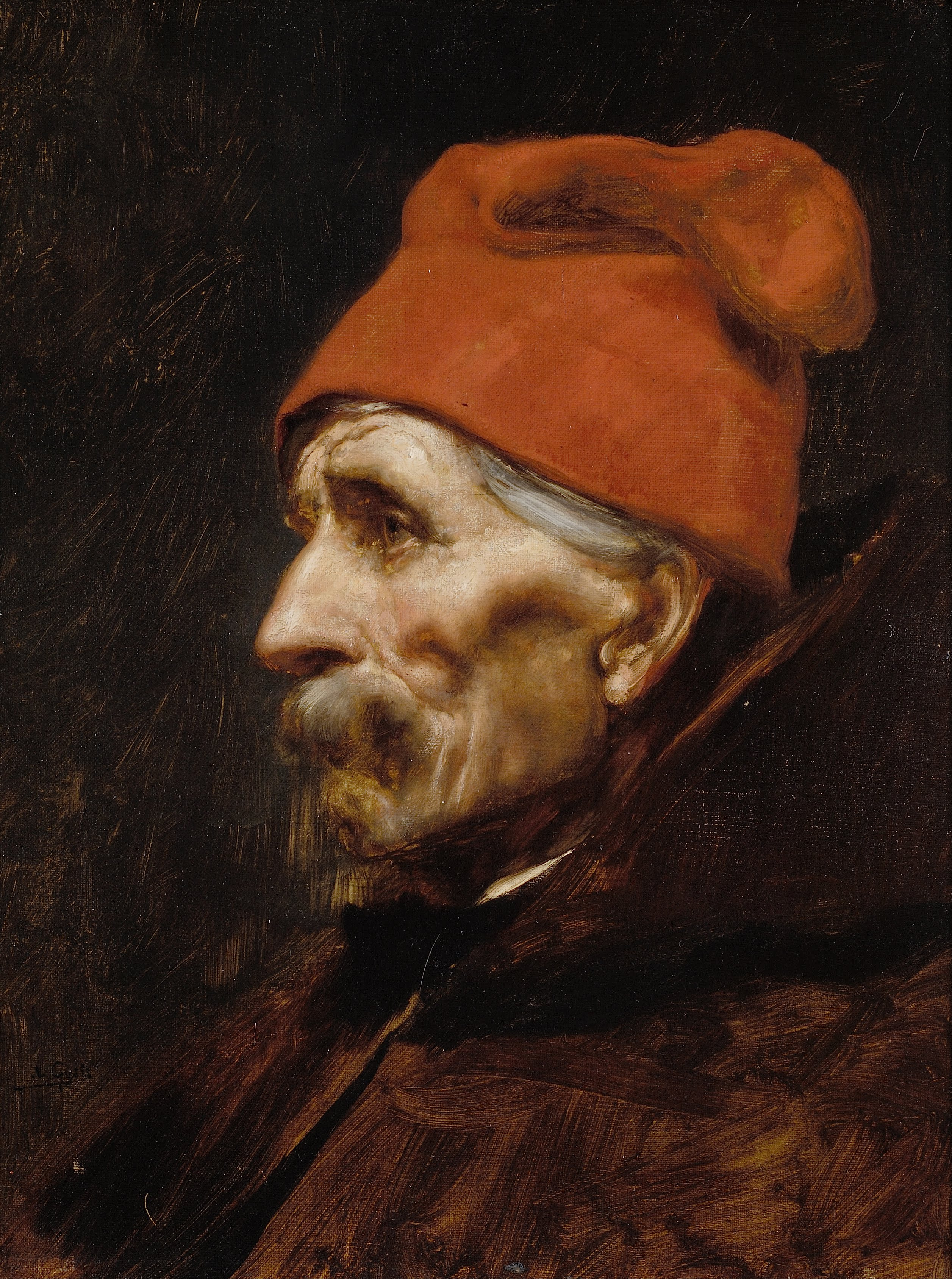
Bătrân cu căciulă
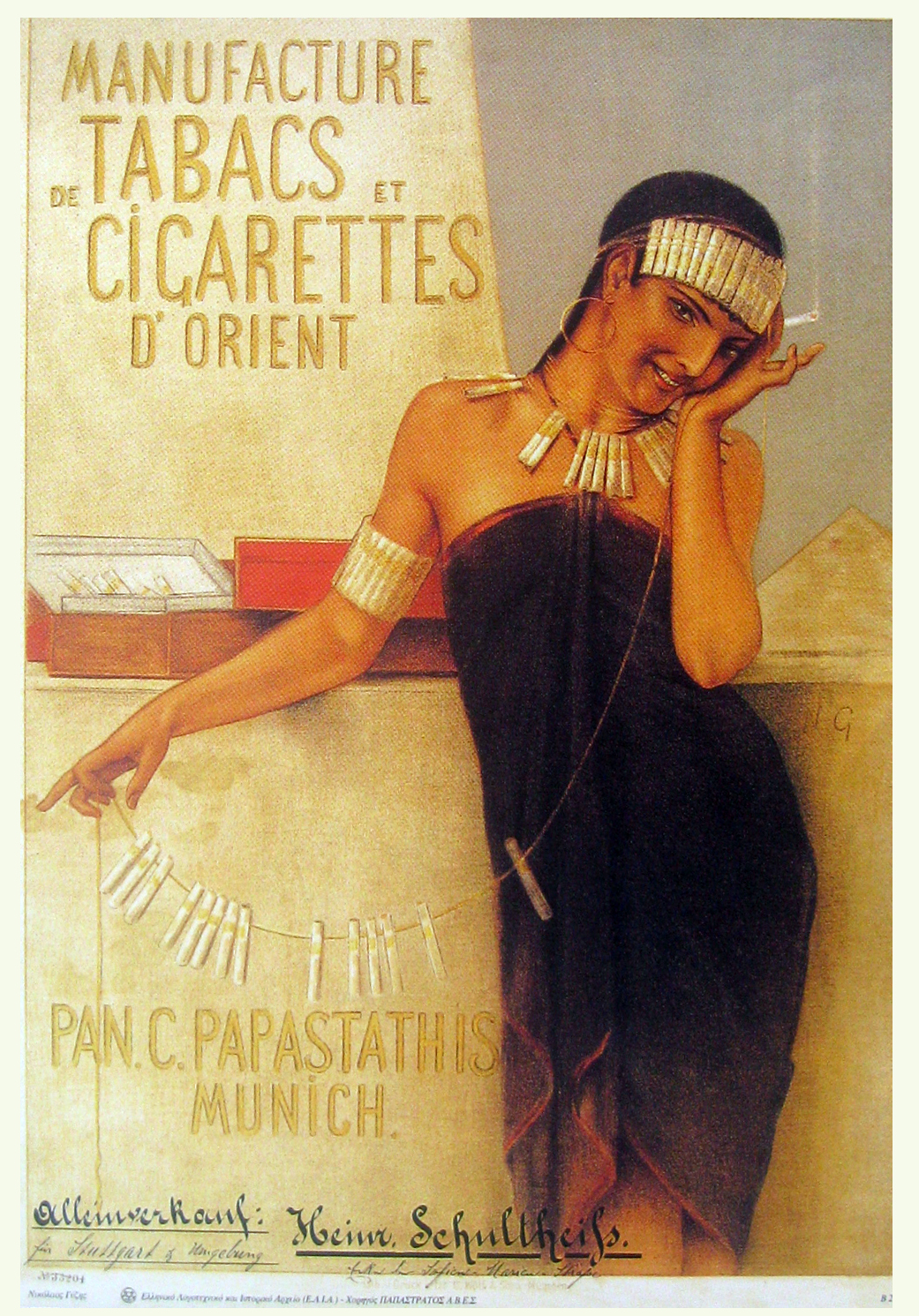
Reclamă pentru țigări

## Legături externe
- Nikolaos Gyzis's The Secret School and an Ongoing National Discourse by Antonis Danos
- National Gallery of Greece
- Gallery of Paintings by Nikolaos Gyzis